# Poladtuğay
Poladtuğay är en ort i Azerbajdzjan.   Den ligger i distriktet Sabirabad Rayonu, i den sydöstra delen av landet, 100 km sydväst om huvudstaden Baku. Antalet invånare är 1 201.
Terrängen runt Poladtuğay är platt. Närmaste större samhälle är Şirvan, 11,2 km norr om Poladtuğay.
Trakten runt Poladtuğay består till största delen av jordbruksmark. Runt Poladtuğay är det ganska tätbefolkat, med 80 invånare per kvadratkilometer.